# Pleurothallidinae
Pleurothallidinae es una subtribu de la subfamilia Epidendroideae de la familia de las orquídeas.

## Descripción
Se compone de plantas de crecimiento cespitoso rastrero o trepador cuyos tallos no siempre forman pseudobulbos; unifoliadas o con varias hojas dísticas y la inflorescencia terminal. Se divide en unos sesenta géneros y más de 4100 especies.

## Distribución
Se encuentran desde el sur de Florida y México hasta el norte de Argentina y el Caribe, con una mayor incidencia de especies en el noroeste de los Andes y luego al sudeste de Brasil, donde hay cerca de 600 especies.

## Géneros
| - Aberrantia - Acianthera - Acinopetala - Acostaea - Acronia - Alaticaulia - Anathallis - Ancipitia - Andinia - Andreettaea - Antilla - Apatostelis - Apoda-prorepentia - Areldia - Arthrosia - Atopoglossum - Barbosella - Barbrodria - Brachionidium - Brachycladium - Brenesia - Buccella - Byrsella - Chamelophyton - Colombiana - Condylago - Crocodeilanthe - Cryptophoranthus - Cucumeria - Didactylus - Dilomilis - Diodonopsis - Dondodia - Dracontia - Dracula - Dresslerella - Dryadella - Echinosepala - Effusiella | - Elongatia - Empusella - Empusella - Epibator - Fissia - Frondaria - Gerardoa - Incaea - Jostia - Kraenzlinella - Lepanthes - Lepanthopsis - Lindleyalis - Loddigesia - Lomax - Lueranthos - Luerella - Luzama - Madisonia - Masdevallia - Masdevalliantha - Megema - Mirandia - Mixis - Muscarella - Myoxanthus - Mystacorchis - Mystax - Neocogniauxia - Niphanta - Octomeria - Pabstiella - Panmorphia - Petalodon - Phloeophila - Physosiphon - Physothallis - Platystele | - Pleurobotryum - Pleurothallis - Pleurothallopsis - Porroglossum - Proctoria - Pseudoctomeria - Pseudostelis - Pteroon - Regalia - Reichantha - Restrepia - Restrepiella - Restrepiopsis - Rodrigoa - Ronaldella - Rubellia - Salpistele - Sarcinula - Sarracenella - Scaphosepalum - Scopula - Specklinia - Spectaculum - Spilotantha - Stelis - Streptoura - Sylphia - Talpinaria - Tomzanonia - Tribulago - Trichosalpinx - Tridelta - Trisetella - Tritosiphon - Unciferia - Unguella - Xenosia - Zahleria - Zootrophion |